# زیدیه (یمن)
 زیدیه  به عربی ( الزیدیة ) شهری است در ساحل تهامة، از توابع استان حُدَیده در کشور یمن در شبه جزیره عربستان.

## جمعیت
جمعیت شهر زیدیه در حدود ۲۵ هزار نفر است. ساکنان این شهر به دو گروه تقسیم می‌شوند. گروه أول شیعه زیدیة هستند، وگروه دوم از اهل سنت تشکیل می‌دهند.